# Dimitar Mitrovski
Dimitar Mitrovski (in macedone Димитар Митровски?; Skopje, 28 gennaio 1999) è un calciatore macedone, centrocampista dell'Olimpia Lubiana e della nazionale macedone.

## Carriera

### Club
Mitrovski ha iniziato la sua carriera calcistica con lo Sporting Lisbona B, con cui ha giocato 11 incontri nel Campeonato de Portugal 2021-2022. Rimasto svincolato, nel gennaio 2022 è tornato in patria firmando con l'Akademija Pandev.
Il 22 dicembre 2023 si è trasferito in Croazia al Varaždin.

### Nazionale
Ha giocato numerose partite con le varie nazionali giovanili macedoni.
Ha debuttato con la nazionale maggiore il 17 ottobre 2023 giocando titolare l'amichevole vinta 3-1 contro l'Armenia.

## Statistiche

### Presenze e reti nei club
Statistiche aggiornate al 21 marzo 2024.
| Stagione        | Squadra            | Campionato      | Campionato | Campionato | Coppe nazionali | Coppe nazionali | Coppe nazionali | Coppe continentali | Coppe continentali | Coppe continentali | Altre coppe | Altre coppe | Altre coppe | Totale | Totale | Totale |
| Stagione        | Squadra            | Comp            | Pres       | Reti       | Comp            | Pres            | Reti            | Comp               | Pres               | Reti               | Comp        | Pres        | Reti        | Pres   | Reti   |        |
| --------------- | ------------------ | --------------- | ---------- | ---------- | --------------- | --------------- | --------------- | ------------------ | ------------------ | ------------------ | ----------- | ----------- | ----------- | ------ | ------ | ------ |
| 2020-2021       | Sporting Lisbona B | CdP             | 11         | 0          |                 | -               | -               |                    | -                  | -                  |             | -           | -           | 11     | 0      |        |
| gen.-giu. 2022  | Akademija Pandev   | PL              | 15         | 2          | CM              | 0               | 0               |                    | -                  | -                  |             | -           | -           | 15     | 2      |        |
| 2022-gen. 2023  | Akademija Pandev   | PL              | 14         | 3          | CM              | 1               | 0               | UECL               | 2                  | 1                  |             | -           | -           | 17     | 4      |        |
| gen.-giu. 2023  | Varaždin           | HNL             | 9          | 1          | CC              | 0               | 0               |                    | -                  | -                  |             | -           | -           | 9      | 1      |        |
| 2023-2024       | Varaždin           | HNL             | 24         | 4          | CC              | 3               | 0               |                    | -                  | -                  |             | -           | -           | 27     | 4      |        |
| Totale carriera | Totale carriera    | Totale carriera | 73         | 10         |                 | 4               | 0               |                    | 2                  | 1                  |             | -           | -           | 79     | 11     |        |

### Cronologia presenze e reti in nazionale
| Cronologia completa delle presenze e delle reti in nazionale ― Macedonia del Nord | Cronologia completa delle presenze e delle reti in nazionale ― Macedonia del Nord | Cronologia completa delle presenze e delle reti in nazionale ― Macedonia del Nord | Cronologia completa delle presenze e delle reti in nazionale ― Macedonia del Nord | Cronologia completa delle presenze e delle reti in nazionale ― Macedonia del Nord | Cronologia completa delle presenze e delle reti in nazionale ― Macedonia del Nord | Cronologia completa delle presenze e delle reti in nazionale ― Macedonia del Nord | Cronologia completa delle presenze e delle reti in nazionale ― Macedonia del Nord |
| Data                                                                              | Città                                                                             | In casa                                                                           | Risultato                                                                         | Ospiti                                                                            | Competizione                                                                      | Reti                                                                              | Note                                                                              |
| --------------------------------------------------------------------------------- | --------------------------------------------------------------------------------- | --------------------------------------------------------------------------------- | --------------------------------------------------------------------------------- | --------------------------------------------------------------------------------- | --------------------------------------------------------------------------------- | --------------------------------------------------------------------------------- | --------------------------------------------------------------------------------- |
| 17-10-2023                                                                        | Strumica                                                                          | Macedonia del Nord                                                                | 3 – 1                                                                             | Armenia                                                                           | Amichevole                                                                        | -                                                                                 | 68’                                                                               |
| 22-3-2024                                                                         | Boztepe                                                                           | Macedonia del Nord                                                                | 1 – 1                                                                             | Moldavia                                                                          | Amichevole                                                                        | -                                                                                 | 46’                                                                               |
| 25-3-2024                                                                         | Boztepe                                                                           | Montenegro                                                                        | 1 – 0                                                                             | Macedonia del Nord                                                                | Amichevole                                                                        | -                                                                                 | 77’                                                                               |
| 3-6-2024                                                                          | Fiume                                                                             | Croazia                                                                           | 3 – 0                                                                             | Macedonia del Nord                                                                | Amichevole                                                                        | -                                                                                 | 57’                                                                               |
| 7-9-2024                                                                          | Tórshavn                                                                          | Fær Øer                                                                           | 1 – 1                                                                             | Macedonia del Nord                                                                | UEFA Nations League 2024-2025 - 1º turno                                          | -                                                                                 | 46’                                                                               |
| 14-11-2024                                                                        | Skopje                                                                            | Macedonia del Nord                                                                | 1 – 0                                                                             | Lettonia                                                                          | UEFA Nations League 2024-2025 - 1º turno                                          | -                                                                                 | 58’                                                                               |
| 6-6-2025                                                                          | Skopje                                                                            | Macedonia del Nord                                                                | 1 – 1                                                                             | Belgio                                                                            | Qual. Mondiali 2026                                                               | -                                                                                 | 80’ 81’                                                                           |
| 9-6-2025                                                                          | Astana                                                                            | Kazakistan                                                                        | 0 – 1                                                                             | Macedonia del Nord                                                                | Qual. Mondiali 2026                                                               | -                                                                                 | 53’                                                                               |
| Totale                                                                            |                                                                                   | Presenze                                                                          | 8                                                                                 |                                                                                   | Reti                                                                              | 0                                                                                 |                                                                                   |